# Midilli (cruzador)
O Midilli foi um  cruzador rápido operado pela Marinha Otomana e a segunda embarcação da Classe Magdeburg, depois do SMS Magdeburg e seguido pelo SMS Strassburg e SMS Stralsund. Sua construção começou em 1910 nos estaleiros da AG Vulcan Stettin e foi lançado ao mar em maio de 1911, sendo comissionado em agosto do ano seguinte como o SMS Breslau da Marinha Imperial Alemã. Era armado com uma bateria principal de doze canhões de 105 milímetros, possuía um deslocamento de pouco mais de cinco mil toneladas e alcançava uma velocidade máxima de 27 nós.
O Breslau foi designado para servir na Divisão do Mediterrâneo junto com o cruzador de batalha SMS Goeben. Os dois navios atracaram em Messina na Itália logo depois do começo da Primeira Guerra Mundial em 1914. Para que não fossem capturados pelos britânicos, os dois fugiram para o Império Otomano em agosto de 1914, sendo transferidos para o controle otomano com o objetivo de atrair o país para entrar na guerra pelo lado dos Impérios Centrais. O Breslau foi renomeado para Midilli e atacou portos russos em outubro, o que fez com que a Rússia declarasse guerra.
O cruzador realizou várias operações de implantação de minas navais perto do litoral russo, também bombardeando portos e instalações militares. Por uma falta de navios, o Midilli transportou tropas e suprimentos pelo Mar Negro para as tropas otomanas que lutavam na Campanha do Cáucaso. Ele foi levemente danificado em vários confrontos contra forças russas, com o dano mais sério ocorrendo em julho de 1915, quando bateu em uma mina e ficou fora de serviço por meio ano. O Midilli afundou em 20 de janeiro de 1918 perto da ilha de Imbros depois de bater em várias minas navais.

## Características

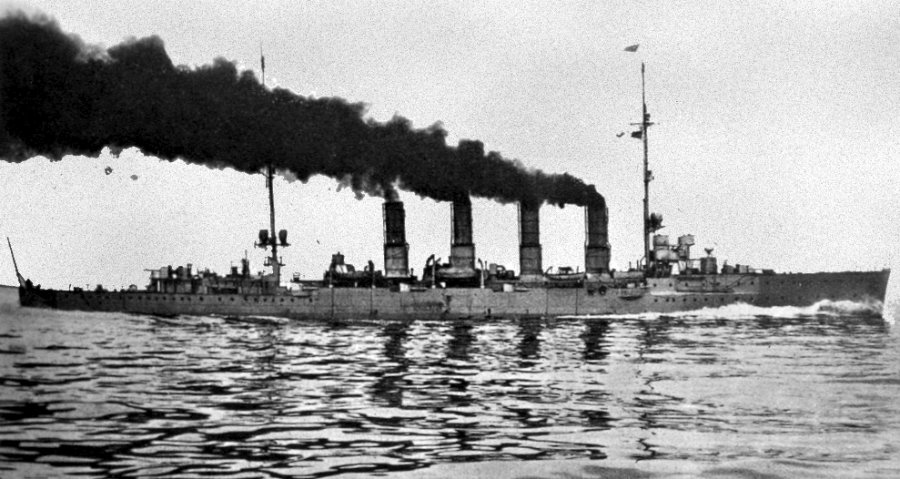
O Breslau c. 1912–1914

Os cruzadores rápidos da Classe Magdenburg foram projetados em resposta aos cruzadores de batalha britânicos da Classe Invincible, que era mais rápidos do que os cruzadores rápidos alemães existentes. Para que a velocidade na nova classe fosse aumentada, motores mais potentes foram instalados e seus cascos alongados para terem uma melhor eficiência hidrodinâmica. Além disso, armações longitudinais foram usadas a fim de reduzir peso. A Classe Magdenburg também foi a primeira de cruzadores rápidos alemães com um cinturão de blindagem, necessitado pela adoção de canhões mais potentes de 152 milímetros por parte dos cruzadores rápidos britânicos.
O Breslau tinha 138,7 metros de comprimento de fora a fora, boca de 13,5 metros e calado de 4,4 metros à vante. Seu deslocamento normal era de 4 564 toneladas e o deslocamento carregado de 5 281 toneladas. Seu sistema de propulsão tinha dezesseis caldeiras Marine que alimentavam duas turbinas a vapor AEG-Vulcan, cada uma girando duas hélices. As caldeiras queimavam carvão com óleo combustível borrifado para aumentar a taxa de queima. A potência indicada era de 25,8 mil cavalos-vapor (dezenove mil quilowatts) para uma velocidade máxima de 27,5 nós (50,9 quilômetros por hora), mas durante os testes marítimos produziram 33 956 cavalos-vapor (24 968 quilowatts). Podia carregar até 1,2 mil toneladas de carvão e 106 toneladas de óleo combustível para uma autonomia de 5 820 milhas náuticas (10 780 quilômetros) a doze nós (22 quilômetros por hora). A tripulação tinha dezoito oficiais e 336 marinheiros.
Era armado com doze canhões calibre 45 de 105 milímetros em montagens pedestais únicas, duas lado a lado no castelo de proa, duas lado a lado na popa e quatro em cada lateral à meia-nau. Estas armas foram substituídas em 1917 por oito canhões calibre 45 de 149 milímetros, um na proa, um na popa e três em cada lateral. Também tinha dois tubos de torpedo de quinhentos milímetros submersos, um em cada lateral. Podia levar também até 120 minas navais. Seu cinturão de blindagem tinha sessenta milímetros de espessura à meia-nau. O convés era coberto por placas de blindagem de até sessenta milímetros, enquanto a torre de comando era protegida por laterais de cem milímetros.

## Carreira

### Tempos de paz

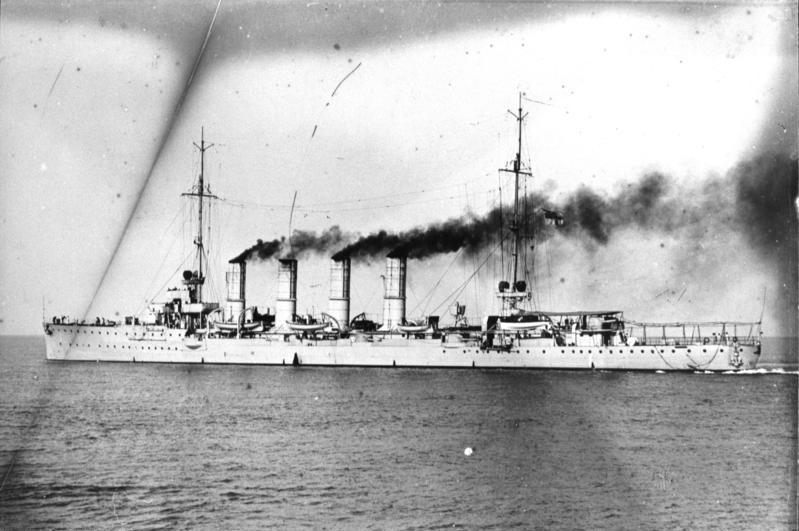
O Breslau c. 1912–1914

O Breslau foi encomendado com o nome provisório de "Ersatz Falke", sendo um substituto para o antigo e obsoleto cruzador desprotegido SMS Falke. Seu batimento de quilha ocorreu no início de 1910 nos estaleiros da AG Vulcan em Estetino. Foi lançado ao mar em 16 de maio de 1911 e batizado por Georg Bender, prefeito da cidade de Breslávia, a homônima da embarcação. Os trabalhos de equipagem começaram após o lançamento e duraram até meados de 1912. Foi comissionado em 10 de maio para testes marítimos, que foram interrompidos pela necessidade de escoltar o SMY Hohenzollern, o iate do imperador Guilherme II, primeiro para as regatas da Semana de Kiel e depois para o cruzeiro anual de verão de Guilherme para a Noruega. O primeiro oficial comandante do Breslau foi o capitão de fragata Lebrecht von Klitzing. Foi apenas em 23 de agosto que o cruzador retomar seus testes marítimos, que foram interrompidos novamente para as manobras anuais de outono da Frota de Alto-Mar, que ocorreu entre 12 e 20 de setembro, durante os quais o Breslau mais uma vez escoltou o imperador. O navio foi designado para a Unidade de Reconhecimento em 26 de setembro.
Seu período com a formação foi curto, pois em 3 de novembro recebeu ordens de se juntar ao cruzador de batalha SMS Goeben a fim de formarem a Divisão do Mediterrâneo, sob o comando do contra-almirante Wilhelm Souchon. A Marinha Imperial Alemã tinha decidido que precisava de uma presença permanente no Mar Mediterrâneo depois do início das Guerras dos Balcãs. O Breslau deixou Wilhelmshaven dois dias depois. Chegou em Alexandria, no Egito, e se encontrou com o cruzador desprotegido SMS Geier e o cruzador protegido SMS Hertha. Ele então partiu para uma série de visitas a portos na Grécia e Império Otomano, terminando em Constantinopla. Foi em 25 de março de 1913 para Brindisi, na Itália, onde embarcou o príncipe Ernesto Augusto de Hanôver, genro de Guilherme. De lá seguiu para Corfu, onde também embarcou o príncipe Henrique da Prússia, irmão do imperador. O Breslau então levou os dois príncipes para Pireu, na Grécia, para comparecerem ao funeral do rei Jorge I da Grécia.
As Grandes Potências decidiram em abril implementar um bloqueio de Montenegro com o objetivo de forçar seu governo a encerrar o cerco de Escodra e permitir que a cidade ficasse sob controle da Albânia. O Breslau se juntou a uma força naval internacional no Mar Adriático que incluía navios do Reino Unido, França, Áustria-Hungria, Itália e Rússia. Os montenegrinos recuaram e a força internacional enviou equipes de desembarque para a foz do rio Bojana, seguindo então para Escodra. Essas equipes tomaram o controle temporário junto com um governo provisório internacional. O Breslau contribuiu com cem homens. As potências concordaram em colocar Klitzing no papel de comissário civil sobre o governo interino. Os tripulantes do cruzador ficaram com dificuldades de manter a embarcação operacional com um número reduzido de homens, assim a Alemanha enviou o chamado Destacamento de Escodra para Pola, na Áustria-Hungria, embarcando no Breslau em 30 de junho. Foram levados para a foz do Bojana e trocados em 6 de julho pelos tripulantes da equipe de desembarque. O navio permaneceu no Golfo de Drin até 6 de agosto, quando partiu para Constantinopla, chegando quatro dias depois.
O Breslau permaneceu em Constantinopla até 27 de outubro. Durante este período sua tripulação e aquela do SMS Loreley ajudaram a combater um incêndio na embaixada francesa. O cruzador depois disso navegou pelo Mediterrâneo oriental até o início de janeiro de 1914, quando retornou para a foz do Bojana. Depois foi para Trieste, na Áustria-Hungria, onde ficou sob manutenção até 18 de março. Se juntou então ao Goeben a fim de escoltar o Hohenzollern por um cruzeiro pelo Mediterrâneo, navegando de Veneza para Corfu. O Breslau então partiu para retornar para sua área de patrulha no litoral do Levante. Voltou para o Adriático e ancorou em 20 de junho em Durazzo, na Albânia, em resposta a agitações civis no país e com o objetivo de proteger o príncipe Guilherme, o monarca albanês. A situação se acalmou e os alemães deixaram um destacamento de dez homens para protegerem a embaixada alemã. O cruzador em seguida foi para Corfu, se encontrando com o Goeben em 8 de julho. Souchon passou instruções às duas tripulações para o caso de uma guerra começar em decorrência do assassinato do arquiduque Francisco Fernando da Áustria. A Crise de Julho saiu do controle em 1º de agosto, com o Breslau retornando para Durazzo a fim de embarcar os dez homens que tinha deixado na embaixada. Ele e o Goeben receberam ordens de mobilização na noite do dia 2.

### Primeira Guerra Mundial

#### Perseguição

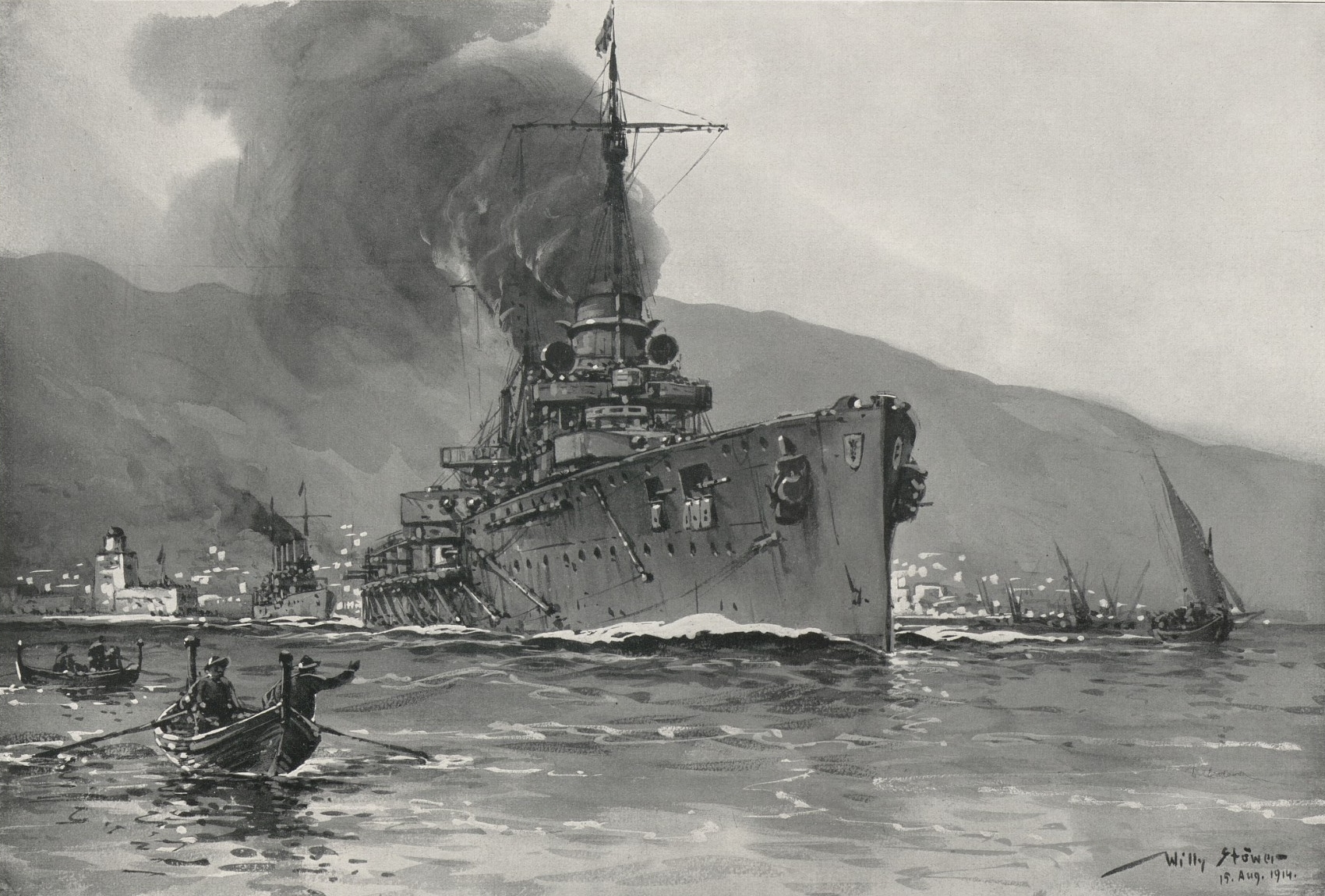
Ilustração de Willy Stöwer do Goeben e Breslau chegando em Constantinopla

Com o início da Primeira Guerra Mundial no início de agosto, tanto o Breslau quanto o Goeben deveriam interceptar navios de transporte levando tropas da Argélia para a França. Eles aproximaram-se da Argélia em 3 de agosto e, pouco depois das 6h00min, o Breslau começou a bombardear o porto de Bône enquanto o Goeben atacava Philippeville. Os danos foram mínimos e as embarcações rapidamente seguiram para Messina, na Itália, a fim de reabastecerem. O Reino Unido ainda não estava em guerra contra a Alemanha, mas os cruzadores de batalha HMS Indomitable e HMS Indefatigable seguiram os alemães enquanto navegavam para Messina. O Goeben foi parcialmente reabastecido no dia 5 e Souchon arranjou para se encontrar com um carvoeiro no Mar Egeu. O Breslau e o Goeben deixaram a Itália na manhã seguinte rumo a Constantinopla, porém foram perseguidos pela Frota do Mediterrâneo britânica. A 1ª Esquadra de Cruzadores, comandada pelo contra-almirante Ernest Troubridge, interceptou os alemães naquela tarde; o Breslau brevemente duelou com com o cruzador rápido HMS Gloucester antes deste recuar por temer o poder de fogo do Goeben.
Os alemães se encontraram com o carvoeiro em 8 de agosto próximos da ilha grega de Donousa, enquanto dois dias depois finalmente entraram em Dardanelos. A Alemanha transferiu os dois para a Marinha Otomana no dia 16 com a fim de burlar as exigências de neutralidade, porém a suposta venda era apenas uma fachada. Souchon aceitou em 23 de setembro uma oferta para comandar a frota otomana. O Breslau foi renomeado para Midilli e o Goeben para Yavuz Sultan Selim, porém as tripulações alemãs permaneceram usando uniformes otomanos. Os britânicos não aceitaram a venda das embarcações e deixaram uma força bloqueando o lado de fora de Dardanelos com ordens para atacá-los caso aparecessem, independentemente de qual bandeira estivessem hasteado.
Os governos alemão e otomano negociaram pelo mês seguinte os termos de um acordo que traria o Império Otomano para a guerra pelo lado das Potências Centrais. A situação foi resolvida até 22 de outubro e a frota foi mobilizada e preparada para ofensivas contra a Rússia. Entretanto, nenhuma declaração de guerra seria feita.

#### Serviço otomano

##### 1914

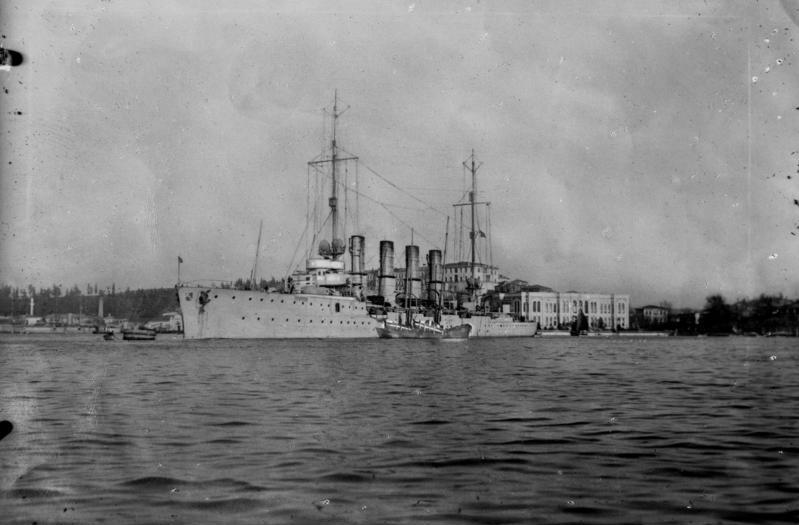
O Midilli em 1914

O Midilli e o resto da frota otomana deixaram o Bósforo na tarde de 27 de outubro para o Mar Negro, supostamente para realizar manobras. Em vez disso, a frota se dividiu em quatro grupos para atacar bases russas. O Midilli e cruzador torpedeiro Berk-i Satvet foram encarregados de colocar minas no Estreito de Kerch e em seguida atacar o porto de Novorossisk. O navio colocou sessenta minas, que depois afundaram dois navios mercantes russos, e então se juntou ao Berk-i Satvet para bombardear Novorossisk. Eles incendiaram tanques de combustível, danificaram sete embarcações e afundaram o Nikolai. Os danos causados não foram grandes, mas forçaram a Rússia a declarar guerra contra o Império Otomano, colocando este na guerra do lado da Alemanha.
O cruzador deu cobertura para navios de transporte otomanos no início de novembro e foi destacado para bombardear o porto russo de Poti em retaliação a um ataque contra navios mercantes otomanos. O Midilli fez uma surtida em 17 de novembro junto com o Yavuz Sultan Selim em uma tentativa de interceptar a Frota do Mar Negro russa que estava retornando para casa depois de bombardear Trebizonda. Ele encontrou navios inimigos próximos do Cabo Saric, na extremidade sul da Crimeia. Na resultante Batalha do Cabo Saric, Souchon ordenou que o Midilli assumisse uma posição mais segura à ré do Yavuz Sultan Selim, mas mesmo assim foi atacado pelos couraçados pré-dreadnought Tri Sviatitelia e Rostislav sem ser acertado até os dois navios otomanos recuarem. O cruzador passou o restante do mês escoltando comboios de Trebizonda. Escoltou um pequeno grupo de ataque para Akkerman, na Bessarábia, em 5 de dezembro com o objetivo de atacar instalações ferroviárias. Na viagem de volta bombardeou Sebastopol, danificando alguns draga-minas ancorados.
O Midilli se encontrou com o Yavuz Sultan Selim próximo de Sinope em 23 de dezembro e na escuridão da madrugada seguinte encontrou o navio de transporte russo Oleg, que deveria ser afundado como um navio de bloqueio na entrada de Zonguldak. O Midilli rapidamente afundou o Oleg, mas foi forçado a recuar depois de avistar o Rostislav. O cruzador então encontrou outro navio de bloqueio, o Athos, forçando a tripulação deste a deliberadamente afundá-lo. Brevemente enfrentou contratorpedeiros russos navegando à vante da frota para monitorar o progresso. Baterias costeiras otomanas forçaram os navios de bloqueio restantes a se afundarem em águas profundas.

##### 1915

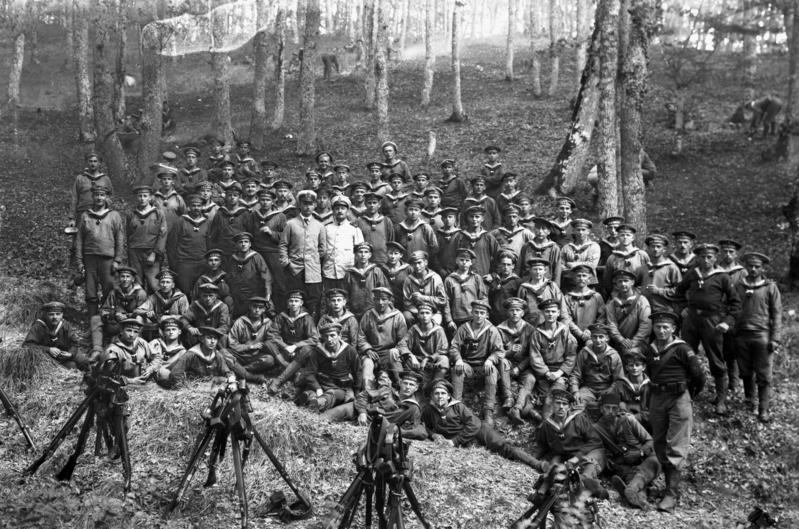
Marinheiros do Midilli durante a Campanha de Galípoli

O Midilli realizou várias surtidas contra os russos no início de 1915, incluindo uma em janeiro com o cruzador protegido Hamidiye, durante o qual acidentalmente entrou em contato com a Frota do Mar Negro e acertou um projétil no couraçado Evstafi antes de recuar.
A frota otomana fez uma surtida em 3 de abril para atacar navios russos próximos de Odessa. O Midilli e o Yavuz Sultan Selim deram cobertura para a força de ataque, que falhou depois do cruzador protegido Mecidiye ter batido em uma mina e afundado. A frota russa tentou interceptar os otomanos, mas o Midilli e o Yavuz Sultan Selim conseguiram escapar ilesos. Os dois mais o Hamidiye realizaram uma varredura à procura de navios de transporte russos em 6 de maio, mas não conseguiram encontrar algum. Mais tarde no mesmo mês, destacamentos de infantaria naval do Midilli e do Yavuz Sultan Selim foram desembarcados para ajudar nas defesas contra as forças Aliadas na Campanha de Galípoli. O Midilli encontrou os contratorpedeiros russos Derzki e Gnevni próximos de Zonguldak na noite de 10 para 11 junho. Houve um breve confronto em que o cruzador danificou o Gnevni com um acerto em sua sala de máquinas de estibordo que rompeu tubulações de vapor para os motores, mas foi forçado a recuar depois do contratorpedeiro ter lançado cinco torpedos. O Midilli foi atingido por sete projéteis que causaram apenas danos leves, enquanto o Gnevni foi rebocado para Sebastopol no dia seguinte pelo Derzki.
O Midilli bateu em uma mina em 18 de julho enquanto deixava Constantinopla para escoltar um navio mercante através de um campo minado que defendia a cidade. A explosão ocorreu em baixo de sua sala de caldeiras Nº 4 e matou oito tripulantes, permitindo que seiscentas toneladas de água entrassem na embarcação. Ele conseguiu ir para İstinye e uma inspeção revelou que não estava seriamente danificado. Entretanto, os reparos demoraram muito tempo pela escassez de materiais e trabalhadores qualificados.

##### 1916
O navio só foi voltar ao serviço em fevereiro de 1916 e se aproveitou a oportunidade para substituir dois de seus canhões de 105 milímetros por canhões de 149 milímetros. O Midilli foi usado em 27 de fevereiro para transportar rapidamente 71 oficiais e homens de uma empresa de metralhadoras mais um carregamento de munições e suprimentos para Trebizonda, que estava sendo pressionada pelo Exército Imperial Russo. Ele encontrou no caminho na noite do dia 28 os contratorpedeiros russos Pronzitelni e Bespokoini. O Midilli conseguiu escapar dos inimigos e chegar no seu destino. Tentou atacar dois contratorpedeiros ao norte de Zonguldak em 2 de março, mas não conseguiu alcança-los. Voltou para o Bósforo e no dia 11 fez outra corrida de transporte, desta vez levando 211 soldados e doze barris de combustível e óleo lubrificante, que foram desembarcados com sucesso dois dias depois. Parou então em Samsun, onde embarcou trinta toneladas de farinha, uma tonelada de milho e trinta toneladas de carvão, retornando para o Bósforo.
Uma terceira operação de reabastecimento ocorreu em 3 de abril, quando o cruzador levou 107 homens, cinco mil rifles e 794 cartuchos de munição para Trebizonda. Ele encontrou o submarino alemão SM U-33 depois da entrega e seguiu para atacar forças russas. O Midilli atacou posições russas na Baía de Sürmene, onde incendiou o draga-minas T.233, que foi em seguida afundado pelo canhão de bordo do U-33. O cruzador então foi para o norte e afundou um veleiro russo próximo de Tuapse, mas encontrou o novíssimo couraçado dreadnought Imperatritsa Ekaterina Velikaia. O Midilli fugiu em alta velocidade e quase foi acertado várias vezes, mas não foi danificado. No início de maio criou dois campos minados, cada um com sessenta minas. O primeiro no braço de Chilia do rio Danúbio e o segundo era próximo da Península Tarkhankut na Crimeia. Depois de criar os campos ele bombardeou Eupatória. O cruzador transportou mais tropas para Sinope e Samsun em 30 de maio, retornando com um carregamento de grãos e tabaco.
O Midilli e o Yavuz Sultan Selim fizeram uma surtida em julho em apoio a um ataque otomano bem sucedido em Trebizonda. O Midilli afundou dois navios russos próximos de Sóchi em 4 de julho e depois outro que tinha sido danificado no dia anterior por um torpedo. Reencontrou com o Yavuz Sultan Selim para retornarem ao Bósforo, com os dois escapando de forças russas que estavam tentando interceptá-los. O cruzador tentou criar um campo minado em Novorossisk no dia 21, mas os russos interceptaram as comunicações otomanas e enviaram o dreadnought Imperatritsa Maria e contratorpedeiros para tentar encontrá-lo. Os dois navios se encontraram às 13h05min e o Midilli rapidamente virou para o sul. Seu canhões de 149 milímetros de ré manteve os contratorpedeiros afastados, mas sua distância para o Imperatritsa Maria aumentou apenas lentamente. Vários quase acertos do couraçado jogaram estilhaços no convés e feriram vários tripulantes. O uso de cortinas de fumaça e um aguaceiro permitiram que o cruzador despistasse os russos e chegasse em segurança ao Bósforo no dia seguinte. Escassez de carvão no final de 1916 impediram que o Midilli e o Yavuz Sultan Selim realizassem operações ofensivas.

##### 1917–1918
O Midilli criou um campo minado próximo da foz do Danúbio em maio de 1917 e destruiu uma estação de transmissão sem fio na Ilha Fidonisi, fazendo onze prisioneiros. O campo minado depois afundou o contratorpedeiro Leitenant Zatsarenni em 30 de junho. Uma força russa que incluía o Imperatritsa Ekaterina Velikaia, nesta altura renomeado para Svobodnaia Rossia, atacou o Bósforo enquanto o cruzador estava no mar. Ele foi avistado pela frota russa enquanto voltava, com esta tentando bloquear seu caminho para o Bósforo. O Midilli correu para o porto enquanto disparos do Svobodnaia Rossia caíam por perto. O Gnevni se aproximou para atacar, mas os canhões de 149 milímetros do cruzador o afugentaram. O navio otomano conseguiu chegar no porto ileso, com este tendo sido o último confronto do Midilli na guerra contra embarcações russas. O Midilli deixou o Bósforo em 1º de novembro para realizar uma varredura à procura de navios russos. Estes observaram a partida e tentaram enviar o Svobodnaia Rossia junto com seu irmão Volia, mas um motim a bordo do primeiro impediu que a força interceptasse o cruzador antes que ele voltasse naquela noite.
O Midilli e o Yavuz Sultan Selim deixaram Dardanelos em 20 de janeiro de 1918 sob o comando do vice-almirante Hubert von Rebeur-Paschwitz, que tinha substituído Souchon em setembro. Sua intenção era atrair forças navais Aliadas para longe da Palestina em apoio às forças otomanas na região. Fora dos estreitos, no que ficou conhecido como a Batalha de Imbros, os dois navios otomanos surpreenderam e afundaram os monitores britânicos HMS Raglan e HMS M28, que estavam ancorados e desprotegidos pelos couraçados pré-dreadnoughts que deveriam estar protegendo os dois. Rebeur-Paschwitz então decidiu seguir para Mudros, de onde o pré-dreadnought HMS Agamemnon estava partindo para interceptá-los. No caminho, o Midilli bateu em cinco minas e afundou, enquanto o Yavuz Sultan Selim por sua vez bateu em três minas e precisou ser encalhado para não afundar. Trezentos e trinta tripulantes do Midilli morreram no naufrágio, com 162 sobreviventes sendo resgatados por contratorpedeiros britânicos.